# Élections législatives mauriciennes de 1953
L'élection générale mauricienne de 1953 est une élection se déroulant en août 1953. Elle constitue le second scrutin législatif de ce type après celui de 1948. Comme le précédent, ce scrutin est organisé sous l'égide du pouvoir colonial britannique. Dix-neuf sièges sont élus, alors que douze sont désignés par le gouverneur général Hilary Blood.
Le scrutin a lieu les 26 et 27 août 1953 tandis que les nominations par le gouverneur général sont annoncées le 11 septembre 1953. Le parti travailliste mauricien remporte 13 des 19 sièges mis en jeu, tandis qu'Hillary Blood nomme 12 conservateurs assurant ainsi la prédominance linguistique de l'anglais et du français au sein de l'assemblée législative : en cela, l'élection de 1953 ressemble à celle de 1948.

## Répartition
| Party                              | Sièges |
| ---------------------------------- | ------ |
| Parti travailliste mauricien       | 13     |
| ralliement mauricien               | 2      |
| Indépendants                       | 4      |
| Membres désignés par le gouverneur | 12     |
| Total                              | 31     |

Le ralliement mauricien est un mouvement qui a précédé le parti mauricien social démocrate qui sera créé deux ans après en 1955.

## Résultats détaillés
| Circonscription                   | Candidat                                                    | Votes   | %    | Notes |
| --------------------------------- | ----------------------------------------------------------- | ------- | ---- | ----- |
| Grand Port-Savanne                | Sookdeo Bissoondoyal (indépendant)                          | 6 563   | 17.8 | élu   |
| Grand Port-Savanne                | Goinsamy Venkatasamy (indépendant)                          | 6 152   | 16.7 | élu   |
| Grand Port-Savanne                | Louis Philippe Rozemont (parti travailliste mauricien)      | 5 222   | 14.2 | élu   |
| Grand Port-Savanne                | Marie Léon Alfred Montocchio                                | 5 132   | 13.9 |       |
| Grand Port-Savanne                | Jay Narain Roy                                              | 4 738   | 12.9 |       |
| Grand Port-Savanne                | Juggurnauth Bedaysee                                        | 4 262   | 11.6 |       |
| Grand Port-Savanne                | Rajmohansing Jomadar                                        | 1 535   | 4.2  |       |
| Grand Port-Savanne                | Sïmon Rajcoomar Ramjuttun                                   | 1 045   | 2.8  |       |
| Grand Port-Savanne                | Louis Joseph Coralie                                        | 566     | 1.5  |       |
| Grand Port-Savanne                | Joseph Robert Marquet                                       | 527     | 1.4  |       |
| Grand Port-Savanne                | Abdool Ahmed Khan Juhoor                                    | 402     | 1.1  |       |
| Grand Port-Savanne                | Coonjbeeharry Dwarkasingh                                   | 282     | 0.8  |       |
| Grand Port-Savanne                | Ramanah Appadoo                                             | 205     | 0.6  |       |
| Grand Port-Savanne                | Seebarun Keetarut                                           | 102     | 0.3  |       |
| Grand Port-Savanne                | Rajack Juggessur                                            | 71      | 0.2  |       |
| Moka-Flacq                        | Ackbar Gujadhur (indépendant)                               | 6 100   | 19.2 | élu   |
| Moka-Flacq                        | Satcam Boolell (indépendant)                                | 4 882   | 15.4 | élu   |
| Moka-Flacq                        | Veerasamy Ringadoo (parti travailliste mauricien)           | 4 709   | 14.8 | élu   |
| Moka-Flacq                        | Ramsoumer Balgobin                                          | 4 701   | 14.8 |       |
| Moka-Flacq                        | Satyadeo Salabee                                            | 4 550   | 14.3 |       |
| Moka-Flacq                        | Marie Joseph Jacques Robert Rey                             | 4 284   | 13.5 |       |
| Moka-Flacq                        | Ashrufaly Bhunnoo                                           | 1 176   | 3.7  |       |
| Moka-Flacq                        | Joseph Renald Laventure                                     | 679     | 2.1  |       |
| Moka-Flacq                        | Appalsamy Jaganah                                           | 449     | 1.4  |       |
| Moka-Flacq                        | Edgar Hector                                                | 273     | 0.9  |       |
| Pamplemousses- Rivière du Rempart | Seewoosagur Ramgoolam (parti travailliste mauricien)        | 5 031   | 18.5 | élu   |
| Pamplemousses- Rivière du Rempart | Aunauth Beejadhur (parti travailliste mauricien)            | 4 732   | 17.4 | élu   |
| Pamplemousses- Rivière du Rempart | Harilal Ranchhordas Vaghjee (parti travailliste mauricien)  | 4 394   | 16.2 | élu   |
| Pamplemousses- Rivière du Rempart | Radhamohun Gujadhur                                         | 3 884   | 14.3 |       |
| Pamplemousses- Rivière du Rempart | Jean Antoine Henri Latham-koenig                            | 3 770   | 13.9 |       |
| Pamplemousses- Rivière du Rempart | Harryparsad Ramnarain                                       | 3 395   | 12.5 |       |
| Pamplemousses- Rivière du Rempart | Pitambar Teeluckdharry                                      | 1 115   | 4.1  |       |
| Pamplemousses- Rivière du Rempart | Donald Dieudonné Francis                                    | 804     | 3.0  |       |
| Plaines Wilhem-Rivière Noire      | Jules Koenig (ralliement mauricien)                         | 12 496  | 9.0  | élu   |
| Plaines Wilhem-Rivière Noire      | Joseph Guy Forget (parti travailliste mauricien)            | 10 674  | 7.7  | élu   |
| Plaines Wilhem-Rivière Noire      | Roopnarain Bhageerutty (parti travailliste mauricien)       | 10 425  | 7.5  | élu   |
| Plaines Wilhem-Rivière Noire      | Louis Régis Chaperon (parti travailliste mauricien)         | 10 388  | 7.5  | élu   |
| Plaines Wilhem-Rivière Noire      | Pierre Gérard Raymond Rault (parti travailliste mauricien)  | 10 153  | 7.3  | élu   |
| Plaines Wilhem-Rivière Noire      | Francis Soocramanien Chadien (parti travailliste mauricien) | 10 010  | 7.2  | élu   |
| Plaines Wilhem-Rivière Noire      | Pierre Louis Gabriel France Rivalland                       | 10 006  | 7.2  |       |
| Plaines Wilhem-Rivière Noire      | Marie Joseph Clément Dalais                                 | 9 951   | 7.1  |       |
| Plaines Wilhem-Rivière Noire      | Jean Raoul Lamaletie                                        | 9 843   | 7.1  |       |
| Plaines Wilhem-Rivière Noire      | Sylvain Piarroux                                            | 8 794   | 6.3  |       |
| Plaines Wilhem-Rivière Noire      | Henri Gaston Vellin                                         | 8 465   | 6.1  |       |
| Plaines Wilhem-Rivière Noire      | Guy André Labauve D'Arifat                                  | 7 571   | 5.4  |       |
| Plaines Wilhem-Rivière Noire      | Henry Jean Ythier                                           | 4 668   | 3.4  |       |
| Plaines Wilhem-Rivière Noire      | Jean Loïs La Vieux                                          | 3 620   | 2.6  |       |
| Plaines Wilhem-Rivière Noire      | Esaïe David                                                 | 1 695   | 1.2  |       |
| Plaines Wilhem-Rivière Noire      | Félix Laventure                                             | 1 576   | 1.1  |       |
| Plaines Wilhem-Rivière Noire      | Moonasur Kooraram                                           | 1 299   | 0.9  |       |
| Plaines Wilhem-Rivière Noire      | Jules Maurice Curé                                          | 1 273   | 0.9  |       |
| Plaines Wilhem-Rivière Noire      | Gunnoo Gangaram                                             | 923     | 0.7  |       |
| Plaines Wilhem-Rivière Noire      | Émilienne Rochecouste                                       | 710     | 0.5  |       |
| Plaines Wilhem-Rivière Noire      | Marie Léon Antoine Pologne                                  | 661     | 0.5  |       |
| Plaines Wilhem-Rivière Noire      | Henri René Stanislas Bouloux                                | 566     | 0.4  |       |
| Plaines Wilhem-Rivière Noire      | Jacques Clency Dinan                                        | 494     | 0.4  |       |
| Plaines Wilhem-Rivière Noire      | Bernadette Céline                                           | 454     | 0.3  |       |
| Plaines Wilhem-Rivière Noire      | Sujjun Rivermatabudul                                       | 419     | 0.3  |       |
| Plaines Wilhem-Rivière Noire      | Dunputh Luckeenarain                                        | 415     | 0.3  |       |
| Plaines Wilhem-Rivière Noire      | B. Narain Lallah                                            | 411     | 0.3  |       |
| Plaines Wilhem-Rivière Noire      | Juggarnath Goburdhun                                        | 376     | 0.3  |       |
| Plaines Wilhem-Rivière Noire      | Stephen Manicum Aroomanayagum                               | 323     | 0.2  |       |
| Plaines Wilhem-Rivière Noire      | Marie Isis Coelio Moutia                                    | 260     | 0.2  |       |
| Plaines Wilhem-Rivière Noire      | Malcane Bhookhun                                            | 237     | 0.2  |       |
| Plaines Wilhem-Rivière Noire      | Joseph Lewis Hugon                                          | 115     | 0.1  |       |
| Port-Louis                        | Guy Rozemont (parti travailliste mauricien)                 | 7 878   | 13.6 | élu   |
| Port-Louis                        | Renganaden Seeneevassen (parti travailliste mauricien)      | 7 203   | 12.5 | élu   |
| Port-Louis                        | Charles Edgar Millien (parti travailliste mauricien)        | 7 034   | 12.2 | élu   |
| Port-Louis                        | Abdul Razack Mohamed (ralliement mauricien)                 | 6 880   | 11.9 | élu   |
| Port-Louis                        | Julius Alexandre Alfred Bhujoharry                          | 6 875   | 11.9 |       |
| Port-Louis                        | Issop Moussa Badat                                          | 6 515   | 11.3 |       |
| Port-Louis                        | Jules Henri Constantin                                      | 5 841   | 10.1 |       |
| Port-Louis                        | Jean Victor Ducasse                                         | 5 516   | 9.6  |       |
| Port-Louis                        | Joseph Marcel Mason                                         | 1 327   | 2.3  |       |
| Port-Louis                        | Samuel Benjamin Emile                                       | 1 238   | 2.1  |       |
| Port-Louis                        | William Raymond Dupré                                       | 788     | 1.4  |       |
| Port-Louis                        | Maswood Phul                                                | 413     | 0.7  |       |
| Port-Louis                        | Pierre Jules L'Aiguille                                     | 224     | 0.4  |       |
| Total                             | Total                                                       | 292 735 | 100  |       |
|                                   |                                                             |         |      |       |